# Мюллер-Бергхаус, Карл
Карл Мюллер-Бергхаус (нем. Karl Müller-Berghaus, собственно Мюллер; 14 апреля 1829, Брауншвейг — 11 ноября 1907, Штутгарт) — немецкий скрипач, дирижёр и композитор.

## Биография
Сын скрипача Карла Фридриха Мюллера и один из четырёх братьев, составлявших второе поколение знаменитого Квартета братьев Мюллеров, выступавшее вместе в 1855—1873 годах.
Некоторое время дирижировал курортным оркестром в Висбадене, где был дружен с Иоахимом Раффом. С 1867 г. капельмейстер в Ростоке, куда вместе с ним перебазировался и весь квартет. В 1869 г. женился на певице Эльвире Бергхаус и присоединил её фамилию к своей. В 1876 году возглавил частный оркестр Павла фон Дервиза в Ницце, сменив на этому посту Жозефа Ассельмана. В 1881—1886 гг. жил и работал в Гамбурге. В 1886—1895 гг. возглавлял Музыкальное общество в Або (ныне Филармонический оркестр Турку), пригласил на работу в этот коллектив ряд немецких музыкантов.
Композиторское наследие Мюллера-Бергхауса включает симфонию, кантату «Дочь Иевфая», два струнных и фортепианный квартеты, ряд вокальных сочинений. Он также оркестровал ряд фортепианных сочинений Раффа и Венгерскую рапсодию № 2 Ференца Листа. Наиболее известен как автор оперы «Сыновья Калева в Похьёле» (нем. Die Kalewainen in Pochjola; 1890) — первой оперы, написанной по мотивам финского эпоса «Калевала»; первый акт был исполнен Мюллером-Бергхаусом в концерте, запланированная в 1892 г. в Гамбурге премьера не состоялась, поэтому готовящееся в 2017 году исполнение объявлено премьерным.